# Tavigny
Tavigny is een dorp in de Belgische provincie Luxemburg en een deelgemeente van de stad Houffalize. Het dorpscentrum van Tavigny ligt meer dan vier kilometer ten zuidoosten van het stadscentrum van Houffalize. In de deelgemeente liggen ook de dorpjes Buret, Bœur, Alboumont, Cetturu, Cowan, Vissoûle en Wandebourcy.

## Geschiedenis
Op het eind van het ancien régime werd Tavigny een gemeente. In 1823 werden bij gemeentelijke herindelingen in Luxemburg veel kleine gemeenten samengevoegd en buurgemeenten Bœur en Cowan werden bij Tavigny gevoegd.

## Demografische ontwikkeling
- Bronnen:NIS, Opm:1831 tot en met 1970=volkstellingen

## Bezienswaardigheden
- De Église Saint-Remi
- In de buurt van Buret liggen de ruïnes van het kanaal van Bernistap.

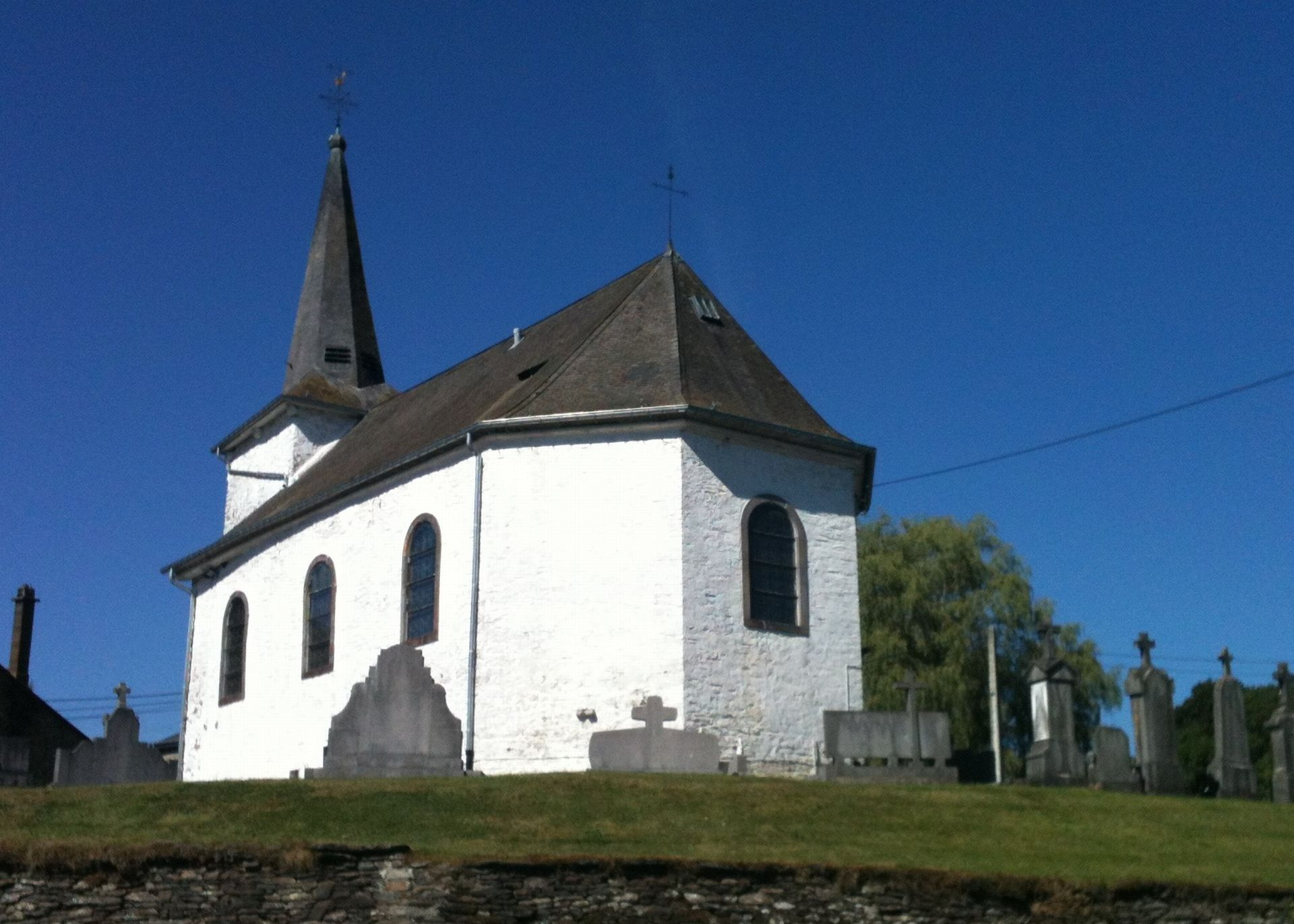
Église Saint-Remi

Deelgemeenten: Houffalize · Mabompré · Mont · Nadrin · Tailles · Tavigny · Wibrin

Overige kernen: Achouffe · Alboumont · Bœur · Bonnerue · Buret · Cetturu · Chabrehez · Cowan · Dinez · Engreux · Filly · Fontenaille · Mormont · Ollomont · Pisserotte · Sommerain · Taverneux · Vellereux · Vissoûle · Wandebourcy · Wilogne

Belgische gemeenten · Arrondissement Bastenaken · Luxemburg · Wallonië